# Élections législatives de 2022 dans le Doubs
Les élections législatives françaises de 2022 se déroulent les 12 et 19 juin 2022. Dans le Doubs, cinq députés sont à élire dans le cadre de cinq circonscriptions. 4 députés sortants sur 5 sont issus de la majorité présidentielle.

## Contexte
Les élections législatives de 2022 ont lieu à la suite de l'élection présidentielle.

### Résultats de l'élection présidentielle de 2022 par circonscription
| Circonscription | 1er tour | 1er tour | 1er tour  |         | 2d tour | 2d tour |
| Circonscription | Macron   | Le Pen   | Mélenchon | Macron  | Le Pen  |         |
| --------------- | -------- | -------- | --------- | ------- | ------- | ------- |
| Circonscription |          |          |           |         |         |         |
| 1re             | 28,35 %  | 20,37 %  | 24,45 %   | 63,03 % | 36,63 % |         |
| 2e              | 29,08 %  | 18,90 %  | 23,49 %   | 64,37 % | 35,63 % |         |
| 3e              | 25,09 %  | 28,95 %  | 17,61 %   | 50,38 % | 49,62 % |         |
| 4e              | 22,51 %  | 31,38 %  | 21,11 %   | 47,10 % | 52,90 % |         |
| 5e              | 30,91 %  | 23,26 %  | 13,96 %   | 57,88 % | 42,12 % |         |

## Système électoral
Les élections législatives ont lieu au scrutin uninominal majoritaire à deux tours dans des circonscriptions uninominales.
Est élu au premier tour le candidat qui réunit la majorité absolue des suffrages exprimés et un nombre de voix au moins égal au quart (25 %) des électeurs inscrits dans la circonscription. Si aucun des candidats ne satisfait ces conditions, un second tour est organisé entre les candidats ayant réuni un nombre de voix au moins égal à un huitième des inscrits (12,5 %) ; les deux candidats arrivés en tête du premier tour se maintiennent néanmoins par défaut si un seul ou aucun d'entre eux n'a atteint ce seuil. Au second tour, le candidat arrivé en tête est déclaré élu.
Le seuil de qualification basé sur un pourcentage du total des inscrits et non des suffrages exprimés rend plus difficile l'accès au second tour lorsque l'abstention est élevée. Le système permet en revanche l'accès au second tour de plus de deux candidats si plusieurs d'entre eux franchissent le seuil de 12,5 % des inscrits. Les candidats en lice au second tour peuvent ainsi être trois, un cas de figure appelé « triangulaire ». Les second tours où s'affrontent quatre candidats, appelés « quadrangulaire » sont également possibles, mais beaucoup plus rares.

### Partis et nuances
Les résultats des élections sont publiés en France par le ministère de l'Intérieur, qui classe les partis en leur attribuant des nuances politiques. Ces dernières sont décidées par les préfets, qui les attribuent indifféremment de l'étiquette politique déclarée par les candidats, qui peut être celle d'un parti ou une candidature sans étiquette.
En 2022, seules les coalitions Ensemble (ENS) et Nouvelle Union populaire écologique et sociale (NUP), ainsi que le Parti radical de gauche (RDG), l'Union des démocrates et indépendants (UDI), Les Républicains (LR), le Rassemblement national (RN) et Reconquête (REC) se voient attribuer  une nuance propre,,.
Tous les autres partis se voient attribuer l'une ou l'autre des nuances suivantes : DXG (divers extrême gauche), DVG (divers gauche), ECO (écologiste), REG (régionaliste), DVC (divers centre), DVD (divers droite), DSV (droite souverainiste) et DXD (divers extrême droite). Des partis comme Debout la France ou Lutte ouvrière ne disposent ainsi pas de nuance propre, et leurs résultats nationaux ne sont pas publiés séparément par le ministère, car mélangés avec d'autres partis (respectivement dans les nuances DSV et DXG),.

## Résultats

### Élus
| Circonscription                                 | Député sortant     | Parti | Parti      | Groupe | Député élu ou réélu | Parti | Parti      | Groupe |
| ----------------------------------------------- | ------------------ | ----- | ---------- | ------ | ------------------- | ----- | ---------- | ------ |
| 1re                                             | Fannette Charvier* |       | LREM       | LREM   | Laurent Croizier    |       | MoDem      | DEM    |
| 2e                                              | Éric Alauzet       |       | LREM - TdP | LREM   | Éric Alauzet        |       | LREM - TdP | RE     |
| 3e                                              | Denis Sommer*      |       | LREM       | LREM   | Nicolas Pacquot     |       | LREM - H   | RE     |
| 4e                                              | Frédéric Barbier   |       | LREM       | LREM   | Géraldine Grangier  |       | RN         | RN     |
| 5e                                              | Annie Genevard     |       | LR         | LR     | Annie Genevard      |       | LR         | LR     |
| * député sortant ne se représentant pas en 2022 |                    |       |            |        |                     |       |            |        |

### Résultats à l'échelle du département

#### Résultats par coalition
| Parti ou coalition                                           | Parti ou coalition                                           | Parti ou coalition                             | Premier tour | Premier tour | Premier tour | Second tour   | Second tour   | Second tour | Total Sièges  | +/-           |  |
| Parti ou coalition                                           | Parti ou coalition                                           | Parti ou coalition                             | Voix         | %            | Sièges       | Voix          | %             | Sièges      | Total Sièges  | +/-           |  |
| ------------------------------------------------------------ | ------------------------------------------------------------ | ---------------------------------------------- | ------------ | ------------ | ------------ | ------------- | ------------- | ----------- | ------------- | ------------- |  |
|                                                              |                                                              | La République en marche (LREM)                 | 27 444       | 15,54        | 0            | 45 851        | 29,53         | 2           | 2             | 2             |  |
|                                                              | Mouvement démocrate (MoDem)                                  | 9 901                                          | 5,61         | 0            | 17 465       | 11,25         | 1             | 1           | Nv            |               |  |
|                                                              | Horizons (H)                                                 | 7 825                                          | 4,43         | 0            | 8 796        | 5,67          | 0             | 0           | Nv            |               |  |
| Total Ensemble (ENS)                                         | Total Ensemble (ENS)                                         | 45 170                                         | 25,58        | 0            | 72 112       | 46,45         | 3             | 3           | 1             |               |  |
|                                                              |                                                              | La France insoumise (LFI)                      | 24 329       | 13,78        | 0            | 16 198        | 10,43         | 0           | 0             | en stagnation |  |
|                                                              | Europe Écologie Les Verts (EELV)                             | 13 112                                         | 7,42         | 0            | 17 594       | 11,33         | 0             | 0           | en stagnation |               |  |
|                                                              | Parti communiste français (PCF)                              | 6 202                                          | 3,51         | 0            |              |               |               | 0           | en stagnation |               |  |
| Total Nouvelle Union populaire écologique et sociale (NUPES) | Total Nouvelle Union populaire écologique et sociale (NUPES) | 43 643                                         | 24,71        | 0            | 33 792       | 21,77         | 0             | 0           | en stagnation |               |  |
|                                                              | Rassemblement national (RN)                                  | Rassemblement national (RN)                    | 36 078       | 20,43        | 0            | 26 660        | 17,17         | 1           | 1             | 1             |  |
|                                                              |                                                              | Les Républicains (LR)                          | 30 926       | 17,51        | 0            | 22 681        | 14,61         | 1           | 1             | en stagnation |  |
| Total Union de la droite et du centre (UDC)                  | Total Union de la droite et du centre (UDC)                  | 30 926                                         | 17,51        | 0            | 22 681       | 14,61         | 1             | 1           | en stagnation |               |  |
|                                                              | Reconquête (REC)                                             | Reconquête (REC)                               | 6 521        | 3,69         | 0            |               |               |             | 0             | Nv            |  |
|                                                              | Dissidents Les Républicains                                  | Dissidents Les Républicains                    | 4 223        | 2,39         | 0            | 0             | en stagnation |             |               |               |  |
|                                                              | Lutte ouvrière (LO)                                          | Lutte ouvrière (LO)                            | 2 538        | 1,44         | 0            | 0             | en stagnation |             |               |               |  |
|                                                              |                                                              | Les Patriotes (LP)                             | 1 151        | 0,65         | 0            | 0             | Nv            |             |               |               |  |
|                                                              | Debout la France (DLF)                                       | 707                                            | 0,40         | 0            | 0            | en stagnation |               |             |               |               |  |
| Total Union pour la France (UPF)                             | Total Union pour la France (UPF)                             | 1 858                                          | 1,05         | 0            | 0            | en stagnation |               |             |               |               |  |
|                                                              | Parti radical de gauche (PRG)                                | Parti radical de gauche (PRG)                  | 1 442        | 0,82         | 0            | 0             | Nv            |             |               |               |  |
|                                                              | Écologie au centre (EAC)                                     | Écologie au centre (EAC)                       | 1 062        | 0,60         | 0            | 0             | en stagnation |             |               |               |  |
|                                                              |                                                              | Mouvement écologiste indépendant (MEI)         | 658          | 0,37         | 0            | 0             | en stagnation |             |               |               |  |
| Total Tous unis pour le vivant (TUPV)                        | Total Tous unis pour le vivant (TUPV)                        | 658                                            | 0,37         | 0            | 0            | en stagnation |               |             |               |               |  |
|                                                              | Le Mouvement de la ruralité (LMR)                            | Le Mouvement de la ruralité (LMR)              | 656          | 0,37         | 0            | 0             | Nv            |             |               |               |  |
|                                                              | Parti pirate (PP)                                            | Parti pirate (PP)                              | 537          | 0,30         | 0            | 0             | Nv            |             |               |               |  |
|                                                              | Parti animaliste (PA)                                        | Parti animaliste (PA)                          | 451          | 0,26         | 0            | 0             | en stagnation |             |               |               |  |
|                                                              | Union des démocrates musulmans français (UDMF)               | Union des démocrates musulmans français (UDMF) | 218          | 0,12         | 0            | 0             | Nv            |             |               |               |  |
|                                                              | Parti ouvrier indépendant démocratique (POID)                | Parti ouvrier indépendant démocratique (POID)  | 121          | 0,07         | 0            | 0             | Nv            |             |               |               |  |
|                                                              |                                                              | Unser Land (UL)                                | 2            | 0,00         | 0            | 0             | Nv            |             |               |               |  |
| Total Régions et peuples solidaires (R&PS)                   | Total Régions et peuples solidaires (R&PS)                   | 2                                              | 0,00         | 0            | 0            | Nv            |               |             |               |               |  |
|                                                              | Sans étiquette (SE)                                          | Sans étiquette (SE)                            | 513          | 0,29         | 0            | 0             | Nv            |             |               |               |  |
|                                                              |                                                              |                                                |              |              |              |               |               |             |               |               |  |
| Suffrages exprimés                                           | Suffrages exprimés                                           | Suffrages exprimés                             | 176 617      | 97,65        |              | 155 245       | 91,15         |             |               |               |  |
| Votes blancs                                                 | Votes blancs                                                 | Votes blancs                                   | 3 016        | 1,67         | 10 802       | 6,34          |               |             |               |               |  |
| Votes nuls                                                   | Votes nuls                                                   | Votes nuls                                     | 1 243        | 2,36         | 4 268        | 2,51          |               |             |               |               |  |
| Total                                                        | Total                                                        | Total                                          | 180 876      | 100          | 0            | 170 315       | 100           | 5           | 5             | en stagnation |  |
| Abstentions                                                  | Abstentions                                                  | Abstentions                                    | 189 245      | 51,13        |              | 199 860       | 53,99         |             |               |               |  |
| Inscrits/Participation                                       | Inscrits/Participation                                       | Inscrits/Participation                         | 370 121      | 48,87        | 370 175      | 46,01         |               |             |               |               |  |

#### Résultats par nuance
| Nuance                 | Nuance                                         | Nuance                 | Premier tour | Premier tour | Premier tour | Second tour | Second tour   | Second tour | Total Sièges | +/-           |  |
| Nuance                 | Nuance                                         | Nuance                 | Voix         | %            | Sièges       | Voix        | %             | Sièges      | Total Sièges | +/-           |  |
| ---------------------- | ---------------------------------------------- | ---------------------- | ------------ | ------------ | ------------ | ----------- | ------------- | ----------- | ------------ | ------------- |  |
|                        | Ensemble !                                     | ENS                    | 45 170       | 25,58        | 0            | 72 112      | 46,45         | 3           | 3            | en stagnation |  |
|                        | Nouvelle Union populaire écologique et sociale | NUP                    | 43 643       | 24,71        | 0            | 33 792      | 21,77         | 0           | 0            | en stagnation |  |
|                        | Rassemblement national                         | RN                     | 36 078       | 20,43        | 0            | 26 660      | 17,17         | 1           | 1            | 1             |  |
|                        | Les Républicains                               | LR                     | 30 926       | 17,51        | 0            | 22 681      | 14,61         | 1           | 1            | en stagnation |  |
|                        | Reconquête                                     | REC                    | 6 521        | 3,69         | 0            |             |               |             | 0            | Nv            |  |
|                        | Divers droite                                  | DVD                    | 4 879        | 2,76         | 0            | 0           | en stagnation |             |              |               |  |
|                        | Divers extrême gauche                          | DXG                    | 2 659        | 1,51         | 0            | 0           | en stagnation |             |              |               |  |
|                        | Ecologistes                                    | ECO                    | 2 171        | 1,23         | 0            | 0           | 1             |             |              |               |  |
|                        | Droite souverainiste                           | DSV                    | 1 858        | 1,05         | 0            | 0           | en stagnation |             |              |               |  |
|                        | Parti radical de gauche                        | RDG                    | 1 442        | 0,82         | 0            | 0           | Nv            |             |              |               |  |
|                        | Divers                                         | DIV                    | 755          | 0,43         | 0            | 0           | en stagnation |             |              |               |  |
|                        | Divers centre                                  | DVC                    | 513          | 0,29         | 0            | 0           | Nv            |             |              |               |  |
|                        | Régionaliste                                   | REG                    | 2            | 0,00         | 0            | 0           | Nv            |             |              |               |  |
|                        |                                                |                        |              |              |              |             |               |             |              |               |  |
| Suffrages exprimés     | Suffrages exprimés                             | Suffrages exprimés     | 176 617      | 97,65        |              | 155 245     | 91,15         |             |              |               |  |
| Votes blancs           | Votes blancs                                   | Votes blancs           | 3 016        | 1,67         | 10 802       | 6,34        |               |             |              |               |  |
| Votes nuls             | Votes nuls                                     | Votes nuls             | 1 243        | 2,36         | 4 268        | 2,51        |               |             |              |               |  |
| Total                  | Total                                          | Total                  | 180 876      | 100          | 0            | 170 315     | 100           | 5           | 5            | en stagnation |  |
| Abstentions            | Abstentions                                    | Abstentions            | 189 245      | 51,13        |              | 199 860     | 53,99         |             |              |               |  |
| Inscrits/Participation | Inscrits/Participation                         | Inscrits/Participation | 370 121      | 48,87        | 370 175      | 46,01       |               |             |              |               |  |

### Cartes

Nuance politique des candidats arrivés en tête dans chaque commune au 1er tour.
Nuance politique des candidats arrivés en tête dans chaque commune au 2e tour.

### Résultats par circonscription

#### Première circonscription
Députée sortante : Fannette Charvier (La République en marche).  
| Candidat                 | Candidat                 | Parti et coalition       | Nuance                   | Premier tour | Premier tour | Second tour | Second tour |
| Candidat                 | Candidat                 | Parti et coalition       | Nuance                   | Voix         | %            | Voix        | %           |
| ------------------------ | ------------------------ | ------------------------ | ------------------------ | ------------ | ------------ | ----------- | ----------- |
|                          | Séverine Véziès          | LFI (NUPES)              | NUP                      | 11 022       | 29,78        | 16 198      | 48,12       |
|                          | Laurent Croizier         | MoDem (ENS)              | ENS                      | 9 901        | 26,75        | 17 465      | 51,88       |
|                          | Thomas Lutz              | RN                       | RN                       | 6 597        | 17,82        |             |             |
|                          | Michel Vienet            | LR (UDC)                 | LR                       | 4 075        | 11,01        |             |             |
|                          | Fabrice Galpin           | REC                      | REC                      | 1 608        | 4,34         |             |             |
|                          | Salima Inezarène         | PRG                      | RDG                      | 1 442        | 3,90         |             |             |
|                          | Marielle Pernin          | EAC                      | ECO                      | 1 062        | 2,87         |             |             |
|                          | Candice Mallol           | PA                       | ECO                      | 451          | 1,22         |             |             |
|                          | Nicole Friess            | LO                       | DXG                      | 414          | 1,12         |             |             |
|                          | Pauline Tournier         | PP                       | DIV                      | 321          | 0,87         |             |             |
|                          | Doïna Courbaron          | POID                     | DXG                      | 121          | 0,33         |             |             |
|                          | Célia Keck               | UL (R&PS)                | REG                      | 2            | 0,01         |             |             |
|                          |                          |                          |                          |              |              |             |             |
| Votes valides            | Votes valides            | Votes valides            | Votes valides            | 37 016       | 97,96        | 33 663      | 91,40       |
| Votes blancs             | Votes blancs             | Votes blancs             | Votes blancs             | 513          | 1,36         | 2 231       | 6,06        |
| Votes nuls               | Votes nuls               | Votes nuls               | Votes nuls               | 256          | 0,68         | 935         | 2,54        |
| Total                    | Total                    | Total                    | Total                    | 37 785       | 100          | 36 829      | 100         |
| Abstention               | Abstention               | Abstention               | Abstention               | 38 419       | 50,42        | 39 382      | 51,67       |
| Inscrits / participation | Inscrits / participation | Inscrits / participation | Inscrits / participation | 76 204       | 49,58        | 76 211      | 48,33       |

La député sortante, n'est pas candidate à un 2° mandat. C'est Laurent Croizier (MoDem), un conseiller municipal de Besançon qui est investi pour représenter la majorité présidentielle. Il est élu au second tour face à la candidate de la NUPES avec près de 52% des voix.

#### Deuxième circonscription
Député sortant : Éric Alauzet (La République en marche - Territoires de progrès), réélu.
| Candidat                 | Candidat                 | Parti et coalition       | Nuance                   | Premier tour | Premier tour | Second tour | Second tour |
| Candidat                 | Candidat                 | Parti et coalition       | Nuance                   | Voix         | %            | Voix        | %           |
| ------------------------ | ------------------------ | ------------------------ | ------------------------ | ------------ | ------------ | ----------- | ----------- |
|                          | Stéphane Ravacley        | app. EÉLV (NUPES)        | NUP                      | 13 112       | 32,51        | 17 594      | 47,75       |
|                          | Éric Alauzet             | LREM - TdP (ENS)         | ENS                      | 12 647       | 31,36        | 19 255      | 52,25       |
|                          | Eric Fusis               | RN                       | RN                       | 7 055        | 17,49        |             |             |
|                          | Chafia Kaoulal           | LR (UDC)                 | LR                       | 4 354        | 10,80        |             |             |
|                          | Barbara Carrau           | REC                      | REC                      | 1 472        | 3,65         |             |             |
|                          | Brigitte Vuitton         | LO                       | DXG                      | 779          | 1,93         |             |             |
|                          | Jim Prenel               | LP (UPF)                 | DSV                      | 692          | 1,72         |             |             |
|                          | Geoffrey Thomassin       | PP                       | DIV                      | 216          | 0,54         |             |             |
|                          | Claudine Meyer           | UL (R&PS)                | REG                      | 0            | 0,00         |             |             |
|                          |                          |                          |                          |              |              |             |             |
| Votes valides            | Votes valides            | Votes valides            | Votes valides            | 40 327       | 97,23        | 36 849      | 91,21       |
| Votes blancs             | Votes blancs             | Votes blancs             | Votes blancs             | 819          | 1,97         | 2 464       | 6,10        |
| Votes nuls               | Votes nuls               | Votes nuls               | Votes nuls               | 328          | 0,79         | 1 087       | 2,69        |
| Total                    | Total                    | Total                    | Total                    | 41 474       | 100          | 40 400      | 100         |
| Abstention               | Abstention               | Abstention               | Abstention               | 37 688       | 47,61        | 38 775      | 48,97       |
| Inscrits / participation | Inscrits / participation | Inscrits / participation | Inscrits / participation | 79 162       | 52,39        | 79 175      | 51,03       |

#### Troisième circonscription
Député sortant : Denis Sommer (La République en marche). 
| Candidat                 | Candidat                 | Parti et coalition       | Nuance                   | Premier tour | Premier tour | Second tour | Second tour |
| Candidat                 | Candidat                 | Parti et coalition       | Nuance                   | Voix         | %            | Voix        | %           |
| ------------------------ | ------------------------ | ------------------------ | ------------------------ | ------------ | ------------ | ----------- | ----------- |
|                          | Nathalie Fritsch         | RN                       | RN                       | 7 819        | 25,78        | 13 303      | 49,17       |
|                          | Nicolas Pacquot          | LREM - H (ENS)           | ENS                      | 6 919        | 22,81        | 13 754      | 50,83       |
|                          | Virginie Dayet           | PCF (NUPES)              | NUP                      | 6 202        | 20,45        |             |             |
|                          | Valère Nedey             | LR diss.                 | DVD                      | 4 223        | 13,92        |             |             |
|                          | Christophe Froppier      | LR (UDC)                 | LR                       | 2 506        | 8,26         |             |             |
|                          | Romane Taponnot          | REC                      | REC                      | 1 091        | 3,60         |             |             |
|                          | Christine Pastor         | LMR                      | DVD                      | 656          | 2,16         |             |             |
|                          | Franck Plain             | LO                       | DXG                      | 459          | 1,51         |             |             |
|                          | Dominique Mahé           | DLF (UPF)                | DSV                      | 456          | 1,50         |             |             |
|                          |                          |                          |                          |              |              |             |             |
| Votes valides            | Votes valides            | Votes valides            | Votes valides            | 30 331       | 97,06        | 27 057      | 90,91       |
| Votes blancs             | Votes blancs             | Votes blancs             | Votes blancs             | 692          | 2,21         | 2 021       | 6,79        |
| Votes nuls               | Votes nuls               | Votes nuls               | Votes nuls               | 228          | 0,73         | 684         | 2,30        |
| Total                    | Total                    | Total                    | Total                    | 31 251       | 100          | 29 762      | 100         |
| Abstention               | Abstention               | Abstention               | Abstention               | 33 263       | 51,56        | 34 752      | 53,87       |
| Inscrits / participation | Inscrits / participation | Inscrits / participation | Inscrits / participation | 64 514       | 48,44        | 64 514      | 46,13       |

Le député sortant n'est pas candidat à un 3° mandat. C'est le maire d'Étouvans, Nicolas Pacquot, qui est candidat pour la majorité présidentielle. Il est élu au second tour face à la candidate du Rassemblement national avec juste 451 voix d'avance.

#### Quatrième circonscription
Député sortant : Frédéric Barbier (La République en marche).
| Candidat                 | Candidat                 | Parti et coalition       | Nuance                   | Premier tour | Premier tour | Second tour | Second tour |
| Candidat                 | Candidat                 | Parti et coalition       | Nuance                   | Voix         | %            | Voix        | %           |
| ------------------------ | ------------------------ | ------------------------ | ------------------------ | ------------ | ------------ | ----------- | ----------- |
|                          | Géraldine Grangier       | RN                       | RN                       | 8 738        | 30,36        | 13 357      | 50,98       |
|                          | Frédéric Barbier         | LREM (ENS)               | ENS                      | 7 878        | 27,37        | 12 842      | 49,02       |
|                          | Brigitte Cottier         | LFI (NUPES)              | NUP                      | 5 791        | 20,12        |             |             |
|                          | Matthieu Bloch           | LR (UDC)                 | LR                       | 3 098        | 10,76        |             |             |
|                          | Philippe Vourron         | REC                      | REC                      | 1 232        | 4,28         |             |             |
|                          | Yves Vola                | MEI (TUPV)               | ECO                      | 658          | 2,29         |             |             |
|                          | Jean-Marc Ajoux          | SE                       | DVC                      | 513          | 1,78         |             |             |
|                          | Michel Treppo            | LO                       | DXG                      | 408          | 1,42         |             |             |
|                          | Elisabeth Canard         | DLF (UPF)                | DSV                      | 251          | 0,87         |             |             |
|                          | Fatia Sadiq              | UDMF                     | DIV                      | 218          | 0,76         |             |             |
|                          |                          |                          |                          |              |              |             |             |
| Votes valides            | Votes valides            | Votes valides            | Votes valides            | 28 785       | 97,69        | 26 199      | 92,83       |
| Votes blancs             | Votes blancs             | Votes blancs             | Votes blancs             | 450          | 1,53         | 1 456       | 5,16        |
| Votes nuls               | Votes nuls               | Votes nuls               | Votes nuls               | 230          | 0,78         | 567         | 2,01        |
| Total                    | Total                    | Total                    | Total                    | 29 465       | 100          | 28 222      | 100         |
| Abstention               | Abstention               | Abstention               | Abstention               | 36 069       | 55,04        | 37 331      | 56,95       |
| Inscrits / participation | Inscrits / participation | Inscrits / participation | Inscrits / participation | 65 534       | 44,96        | 65 553      | 43,05       |

La candidate du Rassemblement national Géraldine Grangier bat au second tour le député sortant Frédéric Barbier (La République en marche) avec juste 515 voix d'avance.

#### Cinquième circonscription
Députée sortante : Annie Genevard (Les Républicains), réélue.
| Candidat                 | Candidat                 | Parti et coalition       | Nuance                   | Premier tour | Premier tour | Second tour | Second tour |
| Candidat                 | Candidat                 | Parti et coalition       | Nuance                   | Voix         | %            | Voix        | %           |
| ------------------------ | ------------------------ | ------------------------ | ------------------------ | ------------ | ------------ | ----------- | ----------- |
|                          | Annie Genevard           | LR (UDC)                 | LR                       | 16 893       | 42,07        | 22 681      | 72,06       |
|                          | Philippe Alpy            | H (ENS)                  | ENS                      | 7 825        | 19,49        | 8 796       | 27,94       |
|                          | Martine Ludi             | LFI (NUPES)              | NUP                      | 7 516        | 18,72        |             |             |
|                          | Mathilde Jury            | RN                       | RN                       | 5 869        | 14,61        |             |             |
|                          | Eléna Lebecque           | REC                      | REC                      | 1 118        | 2,78         |             |             |
|                          | Sonya Morrisson          | LO                       | DXG                      | 478          | 1,19         |             |             |
|                          | Alexandra Kadijevic      | LP (UPF)                 | DSV                      | 459          | 1,14         |             |             |
|                          |                          |                          |                          |              |              |             |             |
| Votes valides            | Votes valides            | Votes valides            | Votes valides            | 40 158       | 98,18        | 31 477      | 89,67       |
| Votes blancs             | Votes blancs             | Votes blancs             | Votes blancs             | 542          | 1,33         | 2 630       | 7,49        |
| Votes nuls               | Votes nuls               | Votes nuls               | Votes nuls               | 201          | 0,49         | 995         | 2,83        |
| Total                    | Total                    | Total                    | Total                    | 40 901       | 100          | 35 102      | 100         |
| Abstention               | Abstention               | Abstention               | Abstention               | 43 806       | 51,71        | 49 620      | 58,57       |
| Inscrits / participation | Inscrits / participation | Inscrits / participation | Inscrits / participation | 84 707       | 48,29        | 84 722      | 41,43       |